# Legge per la Prevenzione della Prole con malattie ereditarie
La Legge per la Prevenzione della Prole con malattie ereditarie (in tedesco: Gesetz zur Verhütung erbkranken Nachwuchses), anche nota come Legge sulla sterilizzazione, fu una legge nazista promulgata il 14 luglio 1933 e applicata dal gennaio 1934: consentì la sterilizzazione obbligatoria di qualsiasi cittadino che, a giudizio di un "Tribunale della salute genetica" (Erbgesundheitsgericht), soffrisse di un elenco di presunte malattie genetiche, molte delle quali non erano, in effetti, genetiche. L'elaborato commento interpretativo sulla legge fu scritto da tre figure dominanti nel movimento per l'igiene razziale: Ernst Rüdin, Arthur Gütt e l'avvocato Falk Ruttke. La legge stessa fu ispirata alla legge americana sulla sterilizzazione eugenetica sviluppata da Harry H. Laughlin.

## Operazione della legge

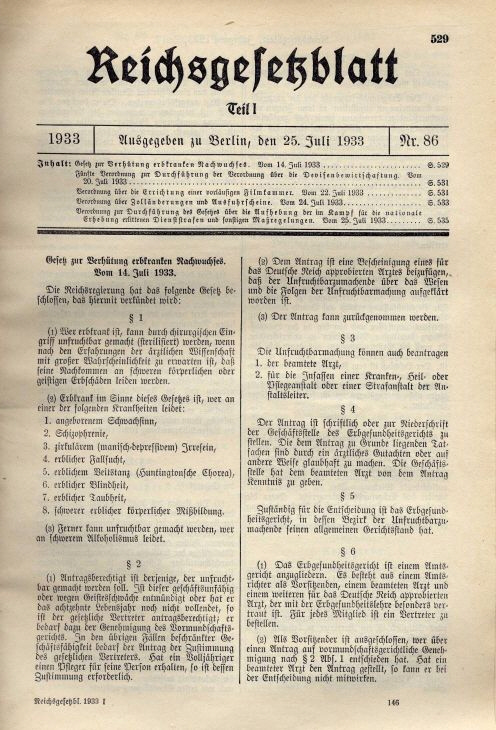
Gazzetta ufficiale del Reich del 25 luglio 1933: Legge per la prevenzione della prole con malattie ereditarie

Le disposizioni fondamentali della legge del 1933 stabilivano che:
1. Qualsiasi persona affetta da una malattia ereditaria può essere resa incapace di procreare mediante un intervento chirurgico (sterilizzazione), se l'esperienza della scienza medica dimostra che è altamente probabile che i suoi discendenti soffriranno di qualche grave ereditarietà fisica o difetto psichico.
2. Ai fini della presente legge, sarà considerata come malata ereditaria qualsiasi persona affetta da una delle seguenti malattie: 
  1. Deficit mentale congenito,
  2. Schizofrenia,
  3. Follia maniaco-depressiva,
  4. Epilessia ereditaria,
  5. Corea ereditaria (di Huntington),
  6. Cecità ereditaria,
  7. Sordità ereditaria,
  8. Qualsiasi grave deformità ereditaria.

3. Qualsiasi persona affetta da alcolismo grave può anche essere resa incapace di procreare.»

La legge fu applicata nei confronti di qualunque persona, rendendo quindi il campo di applicazione significativamente più ampio rispetto alle leggi sulla sterilizzazione obbligatoria negli Stati Uniti, che generalmente erano applicabili solo alle persone negli ospedali psichiatrici o nelle carceri.
La legge del 1933 diede vita ad un gran numero di "Tribunali della salute genetica", composti da un giudice, un ufficiale medico e un medico, che «decideranno a propria discrezione dopo aver considerato i risultati dell'intero procedimento e le prove fornite». Se il tribunale decideva che la persona in questione doveva essere sterilizzata, la decisione poteva essere appellata al "Tribunale superiore della salute genetica". In caso di esito negativo del ricorso, si doveva procedere alla sterilizzazione, con la norma che precisava che «è ammissibile l'uso della forza». La legge richiedeva inoltre alle persone che cercassero la sterilizzazione volontaria di passare attraverso il tribunale.
Nel 1935 furono presentati tre emendamenti per apportare dei piccoli aggiustamenti al modo in cui operare o per chiarire gli aspetti burocratici, come ad esempio chi pagasse le operazioni. I cambiamenti più significativi consentirono all'Alta Corte di rinunciare al diritto di appello di un paziente e di multare i medici che non avessero denunciato quei pazienti per cui erano a conoscenza di essere idonei alla sterilizzazione ai sensi della legge. La legge imponeva anche la sterilizzazione ai cosiddetti bastardi della Renania, i figli di razza mista nati da civili tedesche e soldati francesi africani che aiutarono ad occupare la Renania.
Al momento della sua emanazione, il governo tedesco indicò il successo di queste leggi sulla sterilizzazione altrove, in particolare il lavoro in California documentato dagli eugenetisti americani E. S. Gosney e Paul Popenoe, come prova dell'umanità e dell'efficacia di tali leggi. Gli eugenisti all'estero ammirarono la legge tedesca per la sua chiarezza giuridica e ideologica. Lo stesso Popenoe scrisse che «la legge tedesca è ben disegnata e, nella forma, può essere considerata migliore delle leggi sulla sterilizzazione della maggior parte degli stati americani» e si è fidato dell'«amministrazione conservatrice, comprensiva e intelligente» della legge da parte del governo tedesco, lodando la direzione scientifica nazista. Il matematico tedesco Otfrid Mittmann ha difeso la legge contro i "giudizi sfavorevoli".
Nel 1934, primo anno di applicazione della legge, 84600 casi furono sottoposti ai Tribunali della salute genetica, con 62400 sterilizzazioni forzate. Quasi 4000 persone presentarono ricorso contro le decisioni delle autorità di sterilizzazione; 3559 dei ricorsi furono respinti. Nel 1935 furono 88100 casi e 71700 sterilizzazioni. Complessivamente furono creati oltre 200 "Tribunali della salute genetica" dal regime nazista e secondo le loro sentenze oltre 400000 persone furono sterilizzate contro la loro volontà.
Insieme alla legge, Adolf Hitler depenalizzò l'aborto per i casi di feti con difetti razziali o ereditari, al contrario l'aborto dei nascituri tedeschi puri, sani e ariani rimase severamente vietato.